# Liparis brashnikovi
Liparis brashnikovi är en fiskart som beskrevs av Soldatov, 1930. Liparis brashnikovi ingår i släktet Liparis och familjen Liparidae. Inga underarter finns listade i Catalogue of Life.